# Міхал Каменський
Міхал Каменський (рос. Михаил Михайлович Каменский, пол. Michał Kamieński; 24 листопада 1879 — 18 квітня 1973) — російський і польський астроном, член-кореспондент Польської АН (1927).

## Біографія
Народився в Могильовській губернії. У 1903 закінчив Петербурзький університет. У 1903—1908 працював у Пулковській обсерваторії, у 1909—1914 — науковий співробітник гідрографічного відділу російського військово-морського флоту, в 1914—1920 — астроном військового порту у Владивостоці, з 1919 — також начальник організованої ним там Морської обсерваторії. У 1920—1922 працював в Токіо на запрошення гідрографічного відділу японського морського флоту. У 1922 переїхав до Польщі. З 1923 — професор астрономії Варшавського університету і директор обсерваторії університету. У 1935 організував астрономічний відділ у метеорологічній обсерваторії на горі Піп-Іван у Карпатах. У 1945—1963 вів науково-дослідну роботу в Кракові. У 1963 повернувся до Варшави, де продовжував свої наукові дослідження.
Основні наукові праці присвячені кометній астрономії. Творець польської кометної школи. Центральне місце в його дослідженнях займало вивчення руху комет Вольфа 1 і Галлея. Побудував чисельну теорію руху комети Вольфа 1 з урахуванням збурень від шести планет (від Венери до Урана) і негравітаціонних ефектів. Першим показав, що негравітаційні сили, що діють в околиці кометного перигелію, можуть викликати не тільки вікове прискорення у русі комети, а й вікове уповільнення (комета Вольфа 1). Встановив, що в результаті зближення з Юпітером комета Вольфа 1 рухається навколо Сонця по пульсуючому з нерегулярною періодичністю еліпсу. Розробив новий метод, що оцінює планетні збудження кометної орбіти, і застосував його для вивчення руху комети Галлея на великому інтервалі часу, використовуючи при цьому записи в стародавніх хроніках. Виконав низку досліджень з гідрографії, проблемам земного магнетизму, астрометрії та метеорології. Опрацював і видав великі таблиці для визначення часу за методом Цингера і широти за методом Пєвцова. Опублікував синоптичні карти Східного Сибіру і організував мережу станцій зі спостереження арктичних льодів від Владивостока до Берингової протоки. Йому належать також оригінальні ідеї з конструювання астрономічних приладів для мореплавання та робіт на суші.
Почесний член багатьох наукових товариств.
Золота медаль Лондонського королівського астрономічного товариства (1927).